# Meromyza rotundata
Meromyza rotundata är en tvåvingeart som beskrevs av Hubicka 1966. Meromyza rotundata ingår i släktet Meromyza och familjen fritflugor. Inga underarter finns listade i Catalogue of Life.